# Port lotniczy Koggala
Port lotniczy Koggala – międzynarodowy port lotniczy położony w mieście Galle, w Sri Lance. Jest używany do celów wojskowych i cywilnych. Obsługiwany przez Sri Lanka Air Force. Jest to trzeci co do wielkości port lotniczy Sri Lanki.

## Linie lotnicze i połączenia
- SriLankan Airlines (Bentota, Dickwella)